# Drámaíró
A drámaíró olyan író, aki drámai alkotásokat, jellemzően színpadi megvalósításra szánt műveket szerez. A verses formában alkotó szerzőket drámaköltő néven is emlegetik. Természetesen nem kizárt, sőt igen gyakori, hogy egy drámaíró, drámaköltő más irodalmi műnembe vagy műfajba tartozó műveket (epikus, lírai alkotásokat, illetve filmforgatókönyveket stb. alkosson (például Konsztantyin Szimonov).
A drámaírók között vannak, akik jórészt a dráma egyetlen műfaján belül mozognak (Molière például többnyire komédiákat írt), mások több műfajban is alkotnak (például William Shakespeare).
A drámaírói tehetség és mesterségbeli tudás abban áll, hogy a felmutatni kívánt társadalmi problémákat kizárólag a szereplők élethelyzeteinek dialógusokon (és kisebb részben monológokon) keresztül, narráció nélkül, a néző figyelmét mindvégig fenntartó, feszültségteli helyzetek sorozatában tárja elénk.
Drámai művek születhetnek a drámaíróban felötlő kérdések, problémák írói megfogalmazásaként, de létrejöhetnek valamely színház, rendező vagy társulat megbízásának eredményeként is. (A színházi nevelési társulatok által játszott drámák többnyire ez utóbbi kategóriába sorolhatók, de ugyanilyen céllal íródtak például a tanító célzatú iskoladrámák is.) E két kategória között azonban művészi szempontból elvben nem lehet különbséget tenni.
A drámaírói tevékenység mint önálló alkotói folyamat nem azonos az epikus alkotások dramatizálásával, annak ellenére, hogy ugyanaz a személy mindkét tevékenységet végezheti, illetve hogy mindkét tevékenység eredményeképpen drámai mű jön létre. 
Drámák többnyire egy, néha két szerző munkájának eredményeképpen születnek, bár a modern színház ismeri a különféle modern technikai eszközökkel segített „kollektív drámaírás” fogalmát is.